# 泰勒博恩堂区 (路易斯安那州)
泰勒博恩堂區（英語：Terrebonne Parish）是位於美國路易斯安那州東南部的一個堂區。面積5,387平方公里。根據美國2000年人口普查，共有人口104,503人。治所霍马與堂區共用一個政府班子。
成立於1822年3月22日。堂區名直譯是法語「美好的土地」，其他可能的來源包括同名的汊河、海灣、一個加拿大的堂區或一位早期殖民者名字的誤拼。